# Moncada (Valencia)
Moncada település Spanyolországban, Valencia tartományban. Moncada Valencia, Albalat dels Sorells, Alfara del Patriarca, Bétera, Foios, Museros és Náquera községekkel határos. Lakosainak száma 21 993 fő (2024).

## Népesség
A település népessége az utóbbi években az alábbiak szerint változott:
| Lakosok száma | 18 837 | 20 146 | 21 109 | 21 900 | 21 953 | 21 906 | 21 623 | 21 935 | 21 913 | 21 993 |
|               | 2001   | 2004   | 2007   | 2009   | 2012   | 2014   | 2017   | 2019   | 2022   | 2024   |